# Bernard Van Rysselberghe
Bernard Van Rysselberghe (Laarne, 5 d'octubre de 1905 - Damme, 25 de setembre de 1984) va ser un ciclista belga que va ser professional entre 1929 i 1935. En el seu palmarès destaca una victòria d'etapa al Tour de França de 1929, així com la Bordeus-París de 1931.

## Palmarès
- 1929
  - 1r al Gran Premi del Mosa
  - Vencedor d'una etapa al Tour de França
- 1931
  - 1r a la Bordeus-París
- 1933
  - Vencedor d'una etapa a la París-Niça

### Resultats al Tour de França
- 1929. 14è de la classificació general. Vencedor d'una etapa
- 1931. Abandona (12a etapa)